# Michalīs Siīmītras
Michalīs Siīmītras (in greco: Μιχάλης Σιημητράς; 5 settembre 1974) è un ex calciatore cipriota, di ruolo portiere.

## Carriera

### Club
Ha giocato nella massima serie cipriota e greca.

### Nazionale
Ha giocato 7 partite per la Nazionale cipriota tra il 1999 e il 2004.